# (153591) 2001 SN263
(153591) 2001 SN263 — околоземный тройной астероид группы Амуров, открытый 20 сентября 2001 года лабораторией LINEAR, США.
Во время сближения с Землёй в 2008 году радарные наблюдения обсерватории Аресибо показали, что у астероида есть два естественных спутника, размером около 770 и 430 метров, их орбитальные периоды 16,46 и 150 часов, соответственно.
Система астероида является целью миссии ASTER Бразильского космического агентства с планируемым сроком запуска в 2021 году.